# Парк Захисників України
Парк Захисників України — парк розташований в центрі Бердянська, улюблене місце відпочинку мешканців і гостей міста. Займає площу понад 3,5 га.
Сквер був закладений в середині 70-х років 19 століття. Колишня назва на честь лейтенанта Шмідта П. П., якому перед входом до парку встановлено погруддя. Також на території парку встановлено пам'ятники «Дітям лейтенанта Шмідта» і «Матросам Великої Вітчизняної війни», розташований особняк купця Єзрубільського, де зараз знаходиться музична школа.